# The First Ten Years
The First Ten Years é um box set de dez discos e singles da banda inglesa de heavy metal Iron Maiden, lançado entre 24 de fevereiro e 28 de abril de 1990, comemorando dez anos de lançamentos de singles.

## The First Ten Years parte I
1. "Running Free" (Paul Di'Anno, Steve Harris)
2. "Burning Ambition" (Harris)
3. "Sanctuary" (Iron Maiden)
4. "Drifter" (ao vivo) (Harris)
5. "I Got the Fire" (ao vivo) (Ronnie Montrose)
6. "Listen With Nicko! Part I" (Nicko McBrain)

## The First Ten Years parte II
1. "Women in Uniform" (Greg Macainsh)
2. "Invasion" (Harris)
3. "Phantom of the Opera" (ao vivo) (Harris)
4. "Twilight Zone" (Harris, Dave Murray)
5. "Wrathchild" (Harris)
6. "Listen With Nicko! Part II" (McBrain)

## The First Ten Years parte III
1. "Purgatory" (Harris)
2. "Genghis Khan" (Harris)
3. "Running Free" (ao vivo no The Kosei Nenkin Hall, Nagoya, Japão 23/05/1981) (Harris, Di'Anno)
4. "Remember Tomorrow" (ao vivo no The Kosei Nenkin Hall, Nagoya, Japão 23/05/1981) (Harris, Di'Anno)
5. "Killers" (ao vivo no The Kosei Nenkin Hall, Nagoya, Japão 23/05/1981) (Harris, Di'Anno)
6. "Innocent Exile" (ao vivo no The Kosei Nenkin Hall, Nagoya, Japão 23/05/1981) (Harris)
7. "Listen With Nicko! Part III" (McBrain)

## The First Ten Years parte IV
1. "Run to the Hills" (Harris)
2. "Total Eclipse" (Harris, Murray, Clive Burr)
3. "The Number of the Beast" (Harris)
4. "Remember Tomorrow" (ao vivo) (Harris, Di'Anno)
5. "Listen With Nicko! Part IV" (McBrain)

## The First Ten Years parte V
1. "Flight of Icarus" (Adrian Smith, Bruce Dickinson)
2. "I've Got The Fire" (Montrose)
3. "The Trooper" (Harris)
4. "Cross-Eyed Mary" (Ian Anderson; Jethro Tull cover)
5. "Listen With Nicko! Part V" (McBrain)

## The First Ten Years parte VI
1. "2 Minutes to Midnight" (Smith, Dickinson)
2. "Rainbow's Gold" (Slesser, Mountain)
3. "Mission From 'Arry" (Harris, McBrain)
4. "Aces High" (Harris)
5. "King of Twilight" (Nektar)
6. "The Number of the Beast" (ao vivo) (Harris)
7. "Listen With Nicko! Part VI" (McBrain)

## The First Ten Years parte VII
1. "Running Free" (ao vivo) (Harris)
2. "Sanctuary" (ao vivo) (Iron Maiden)
3. "Murders In The Rue Morgue" (ao vivo) (Harris)
4. "Run to the Hills" (ao vivo) (Harris)
5. "Phantom of the Opera" (ao vivo) (Harris)
6. "Losfer Words (Big 'Orra)" (ao vivo) (Harris)
7. "Listen With Nicko! Part VII" (McBrain)

## The First Ten Years parte VIII
1. "Wasted Years" (Smith)
2. "Reach Out" (Dave Colwell)
3. "Sheriff Of Huddersfield" (Iron Maiden)
4. "Stranger in a Strange Land" (Smith)
5. "That Girl" (Andy Barnett, Goldsworth, Jupp)
6. "Juanita" (Steve Barnacle, Derek O'Neil)
7. "Listen With Nicko! Part VIII" (McBrain)

## The First Ten Years parte IX
1. "Can I Play with Madness" (Smith, Dickinson, Harris)
2. "Black Bart Blues" (Harris, Dickinson)
3. "Massacre" (Phil Lynott, Scott Gorham, Brian Downey)
4. "The Evil That Men Do" (Smith, Dickinson, Harris)
5. "Prowler 88" (Harris)
6. "Charlotte the Harlot 88" (Murray)
7. "Listen With Nicko! Part IX" (McBrain)

## The First Ten Years parte X
1. "The Clairvoyant" (ao vivo) (Harris)
2. "The Prisoner" (ao vivo) (Smith, Harris)
3. "Heaven Can Wait" (ao vivo) (Harris)
4. "Infinite Dreams" (ao vivo) (Harris)
5. "Killers" (ao vivo) (Di'Anno, Harris)
6. "Still Life" (ao vivo) (Murray, Harris)
7. "Listen With Nicko! Part X" (McBrain)